# Efraín Forero
Efraín Forero Triviño (* 4. März 1930 in Zipaquirá; † 12. September 2022 in Bogotá) war ein kolumbianischer Radrennfahrer und nationaler Meister im Radsport.

## Sportliche Laufbahn
Forero war im Straßenradsport und im Bahnradsport aktiv. 1951 gewann er die erste Austragung der Vuelta a Colombia. Forero gewann dabei sieben Etappen. 1952, 1953 und 1954 gewann er jeweils eine weitere Etappe. 1957 wurde Forero Zweiter in dem Etappenrennen hinter José Gómez del Moral aus Spanien, 1956 wurde er Dritter. 1950, 1953, 1954 und 1958 gewann er die nationale Meisterschaft im Straßenrennen und die Goldmedaille im Mannschaftszeitfahren bei den Zentralamerikanischen und karibischen Spielen mit Héctor Mesa, Justo Londono und Ramón Hoyos. 1959 gewann er bei diesen Spielen erneut das Mannschaftszeitfahren. Im Mannschaftszeitfahren holte er die Goldmedaille bei den Panamerikanischen Spielen 1954 und 1959 (mit Pablo Hurtado und Ramón Hoyos).
Im Bahnradsport holte er eine Goldmedaille bei den Zentralamerikanischen und karibischen Spielen 1950 in der Mannschaftsverfolgung mit Jaime Turquino, Efraim Rozo und Luis Ortiz.